# Mina Loy
Mina Loy, nom d'artista de Mina Gertrude Löwy (Londres, 27 de desembre de 1882– Aspen, Colorado, 25 de setembre de 1966), fou una artista, poeta, novel·lista, assagista, feminista i dissenyadora britànica. Va ser una de les darreres autores del modernisme a rebre reconeixement públic. La seva obra fou admirada per autors i autores com Gertrude Stein, Djuna Barnes, T. S. Eliot, Francis Picabia i William Carlos Williams, entre d'altres.
Loy va ser l'autora del primer manifest feminista de la història.